# Joan Rallo i García
Joan Rallo i García (Morella, 1941) és un tècnic d'Extensió Agrària, agrònom i investigador agrari valencià.

## L'Extensió Agrària i els estudis sobre les abelles i la pol·linització
Joan Rallo va néixer a Morella. Volgué ser militar, iniciant estudis a Saragossa. Finalment va entrar a l'Extensió Agrària i treballà durant dos anys a Conca impulsant els cultius de xampinyó i l'associacionisme pagès. El 1970 va guanyar una plaça a Inca, on hi va estar fins al 1980. Primer, seguint amb els primers temes de l'etapa a Conca, es va interessar per l'estudi dels fongs i els bolets. Però tot d'una s'ocupà del món de les abelles i de la pol·linització.
La seva primera publicació és “L'empresa agrària, demà” (1976) a la revista “Lluc”. L'interès per les abelles el dugué a publicar el llibre “Frutales y abejas” (1986) i “La apicultura orientada a la polinización frutal” (1987), a les “Hojas Divulgadoras” del ministeri d'agricultura. Alhora va ser impulsor de l'Associació Balear d'Apicultura.
A Inca, d'acord amb la metodologia extensionista, va saber combinar el treball d'experimentació amb el treball en el camp, que no separava l'avanç tècnic de l'impuls a l'associació dels pagesos. A pobles com Lloseta i Santa Eugènia va fer feina en el Servei de Gestió d'Explotacions, basat en la feina de grups de pagesos que anotaven dades sobre les seves explotacions i després posaven en comú les informacions.

## La col·lecció d'arbres fruiters de sa Granja
A sa Granja de Ciutat de Mallorca impulsà la constitució de col·leccions d'arbres de varietats autòctones com pomeres, pereres, melicotoners... que preservaren un conjunt de varietats en perill de desaparició. S'hi recuperaren, 51 varietats de vinya i allà s'hi feia part de l'experimentació, fins que davant una possible urbanització de l'espai optaren per endur-se el material a altres llocs de l'illa. Altres publicacions seves d'aquesta època són “El reempelt Llubí” (1991) i la seva primera publicació referida al món de les figueres: el llibre “Les figueres mallorquines” (1994), amb Josep Rosselló i Josep Sacarès.

## Les arrels morellanes
Mentrestant Joan Rallo no perdé mai les seves arrels morellanes, i publicà “Aproximació́ a Sant Antoni: vida, trufes, ergotisme i dimonis” (1996) i “De l'efímera relació de l'infant de Portugal i Morella” (1991), amb Margalida Oliver i Sagreras.

## Els treballs sobre vinya, olivera, poda i empelt[calcitació]
Després passà a ser Cap del Servei d'Orientació, Transferència i Delegacions Comarcals de la Conselleria d'Agricultura i el 2002 va ser nomenat director de l'Institut de Recerca i Formació Agrària i Pesquera. Càrrec que exercirà fins a la seva jubilació el 2006.
D'aquesta època són els treballs sobre la vinya: el llibre “Reestructuració i reconversió de la vinya” (2003)i “Reconversión de la viña” (2004). També publicà escrits sobre l'olivera: “Ficha varietal del cultivar "empeltre"” (2004) i “Producción y variedades. Selección clonal de la variedad de olivo "Empeltre" en el valle del Ebro e Islas Baleares” (2006). Amb una intenció divulgativa publicà el llibre “Nitrats agrícoles: alerta!” (2006).
A partir de 2006 destaquen els llibres, publicats cada un en dos volums, “De la poda” (2007) i “De l'empelt” (2009).

## La sexualitat de les figueres
Amb el llibre "La sexualitat de les figueres i el seu insecte pol·linitzador" (2015) culmina una tasca d'anys i mostra un coneixement exhaustiu sobre les figueres, i en especial sobre la relació entre la figuera i el seu insecte pol·linitzador, la petita vespa Blastophaga psenes. A més, tracta en profunditat el tema de la caprificació i n'analitza les seves possibilitats per a millorar el conreu de la figuera.

## Significació de l'obra de Joan Rallo
Ha participat en 11 projectes de recerca amb l'INIA i a 115 camps de demostració. Els cursos, jornades i seminaris que ha dirigit són innombrables. Pot ser considerat continuador de la tasca que en el segle xix i XX havien impulsat persones com Pere Estelrich i Fuster, Lluís Pou i Bonet, Paulin Vernière, Josep Monlau i Sala, Francesc Satorres i Macià, Arnest Mestre i Artigas o Josep Rullan i Mir.